# 찌따룸강
찌따룸강(순다어: Walungan Citarum)은 인도네시아 서자와주에 있는 강으로 길이는 270km로 서자와주에서 가장 긴 강이자 솔로강과 브란타스강에 이어 자와섬에서 3번째로 가장 긴 강이다. 반둥현에서 발원하여 브카시현에서 자와해로 빠져나간다. 유역 면적은 6,906km2다.

## 오염
500만 명 가량이 모여 사는 찌따룸강은 굉장히 오염된 강으로 악명 높은데, 반둥과 치마히에 있는 직물 공장 2,000곳 이상에서 배출하는 납, 수은, 비소 등이 주된 이유다.